# Faruq-Brigaden
Die Faruq-Brigaden (arabisch كتائب الفاروق) sind eine bewaffnete Rebellenorganisation im Syrischen Bürgerkrieg und eine Division der Freien Syrischen Armee. Die Faruq-Brigaden kämpfen hauptsächlich in den Gouvernoraten: Homs, Idlib und Darʿā. Sie wurden nach dem zweiten Kalifen des Islam ʿUmar ibn al-Chattāb (634–644) benannt. ʿUmar trug den Beinamen „al-Fārūq“ (der die Wahrheit von der Lüge unterscheidet) und war ein Sahāba des Propheten Mohammed. Zu den mit Al-Qaida in Verbindung stehenden Faruq-Brigaden gehören nach Angaben von Beobachtern Bewaffnete verschiedener wahhabitischer Gruppen sowie Söldner aus Libyen und dem Irak an.

## Gründung und Entwicklung
Die Faruq-Brigaden wurden aus der zentralen Stadt Homs heraus, nur wenige Monate nach Ausbruch des Bürgerkriegs in Syrien, gegründet. Ihre Anfänge unternahm sie als Untereinheit der Chalid-bin-Walid-Brigade, einer Gruppe von Überläufern aus der Syrischen Armee, die dann ihre Zusammenlegung mit anderen Rebellen unter dem Namen Faruq-Brigaden im Juni 2011 bekannt gaben. In der zweiten Hälfte des Jahres 2011 waren die Faruq-Brigaden hauptsächlich in Homs aktiv, insbesondere in der Nachbarstadt Baba Amr. Ende 2011 desertierte Lieutenant Abdul-Razaq Tlas, ein Neffe des langjährigen ehemaligen syrischen Verteidigungsminister Mustafa Tlas, und schloss sich den Faruq-Brigaden an. Die Erfolge der Faruq waren anfangs relativ, so konnten sie einige Bezirke der Stadt Homs, sowie die Nachbarstadt Baba Amr und zahlreiche Dörfer im Gouvernement Homs halten. Mit der stetigen Eskalation des Syrischen Bürgerkrieges und einer Offensive der Syrischen Armee im Frühjahr 2012, erlitten die Rebellen schwere Verluste und zogen sich aus der Umgebung von Homs zurück. Dabei verloren sie die Städte Baba Amr, al-Qusair und Rastan.
In den folgenden Monaten des Jahres 2013 absorbierten die Faruq-Brigaden andere Rebelleneinheiten, vor allem aus der Umgebung des Gouvernement Darʿā in der Nähe der jordanischen Grenze und wuchsen dadurch auf eine Mannstärke von 20.000 Kämpfern heran, des Weiteren übernahmen die Brigaden die Kontrolle über die Grenzposten im Norden zur Türkei.
Ende Juni 2013 starteten Regierungstruppen und regierungstreue Milizen eine Offensive, um den Rebellen die Kontrolle über mehrere Stadtteile zu entreißen. Dabei setzten sie Luftwaffe und Artillerie ein, um Schlüsselstellungen von Rebellentruppen zu zerstören.
Am 6. Februar 2014 einigten sich schließlich die Faruq-Brigaden und die Syrische Armee auf einen dreitägigen „humanitären Waffenstillstand“. Während des Waffenstillstands sollten Frauen, Kinder und ältere Menschen aus Homs evakuiert und Hilfsgüter unter Federführung des UNHCR in die Stadt geliefert werden. Die ersten Zivilisten verließen am 7. Februar 2014 Homs, trotz der gebrochenen Waffenruhe erreichte einen Tag später der erste Hilfskonvoi der Vereinten Nationen die belagerten Stadtteile. Anfang Mai 2014 wurde Homs komplett von Regierungstruppen eingenommen, Teile der Faruq-Brigaden zogen sich dann in das Gouvernement Idlib zurück, die restlichen Truppen begaben sich in das Gouvernement Darʿā.

## Menschenrechtsverletzungen
Einem Bericht des Fidesdienst der katholischen Kirche vom März 2012 zufolge beklagte die syrisch-orthodoxe Kirche, der rund 60 % der Christen in Syrien angehören, religiös motivierte „Säuberungen“ gegen in Homs lebende Christen durch die Faruq-Brigaden. Die Christen wurden in ihren Häusern aufgesucht, daraus vertrieben und dazu aufgefordert, die Stadt zu verlassen. Ihr Besitz wurde konfisziert.
Die Faruq-Brigaden gaben dem Spiegel im März 2013 ein Interview, in dem sie die Anschuldigungen entscheidend zurückwiesen. Ihr Sprecher Abdel-Razaq Tlas, Neffe des ehemaligen Syrischen Verteidigungsministers Mustafa Tlas, warf dem Fidesdienst vor „unsere Revolution in den Dreck ziehen zu wollen“.